# 雪记跃蛛
雪记跃蛛（学名：Sitticus niveosignatus）为跳蛛科跃蛛属的动物。在中国大陆，分布于北京等地。该物种的模式产地在北京。